# Dominik Hartl

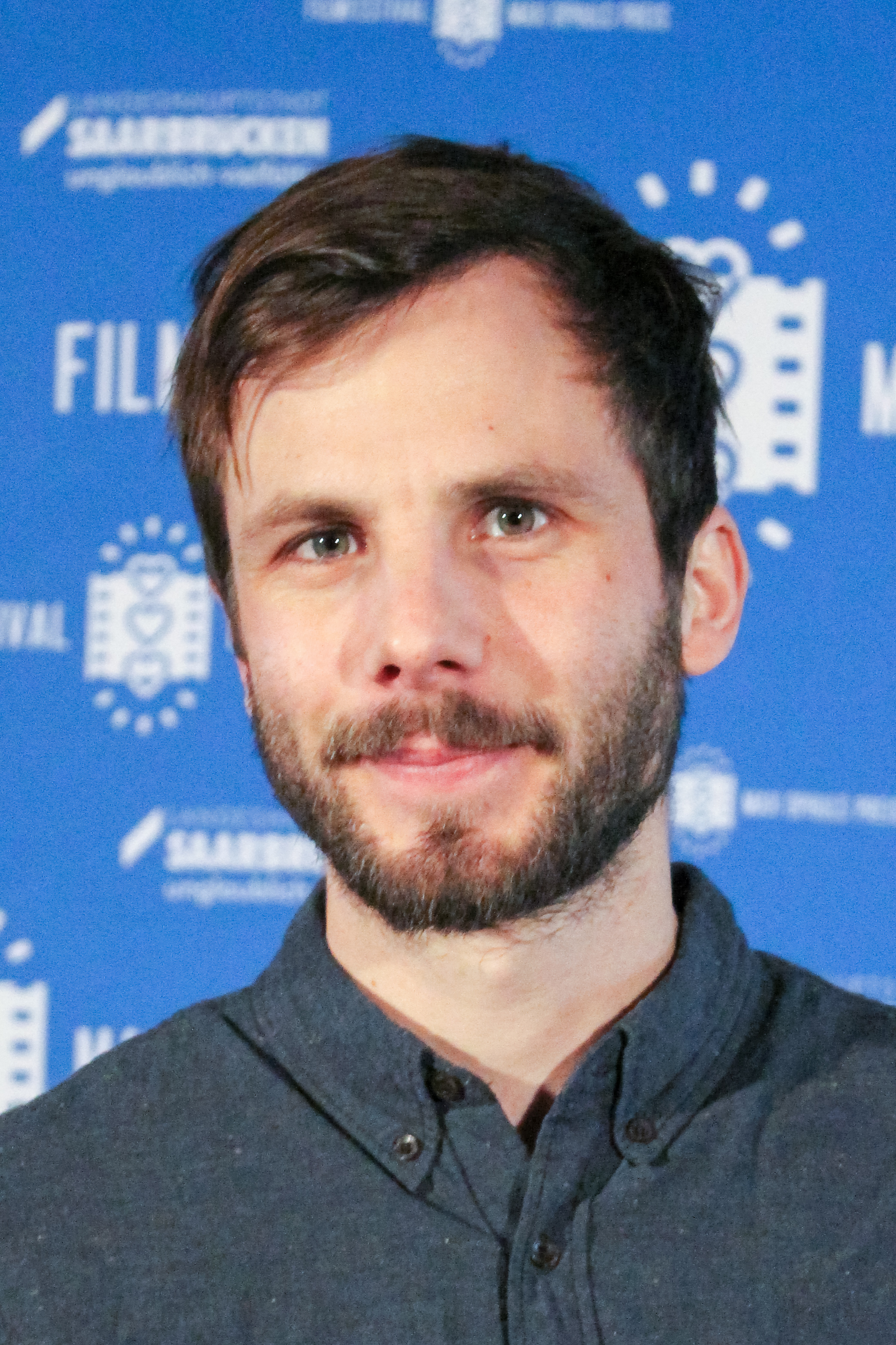
Dominik Hartl beim Max-Ophüls-Festival 2015

Dominik Hartl (* 1983 in Schladming) ist ein österreichischer Filmemacher. 

## Wirken
Hartl studierte Regie und Drehbuchschreiben an der Filmakademie Wien und schloss den Bachelor mit dem Film Spitzendeckchen im Frühling 2012 ab. Der Film war für den Österreichischen Filmpreis 2014 nominiert und gewann mehrere Preise auf internationalen Filmfestivals.
Sein Spielfilm-Debüt Beautiful Girl, ein Coming-of-Age Drama, ist im Oktober 2015 im Kino erschienen und erhielt mehrere Preise auf internationalen Filmfestivals (u. a. „Beste Musik“, FIPA Biarritz und „Best Newcomer“, Filmfest Schwerin).
Sein zweiter Spielfilm, die Zombie-Komödie Attack of the Lederhosenzombies kam im Dezember 2016 ins Kino und feierte ebenfalls mehrere Erfolge auf internationalen Filmfestivals (u. a. „best film“ und „best SFX“ Fantaspoa Brazil). 
Hartls dritter Spielfilm, der Teen-Slasher Die letzte Party deines Lebens war 2018 einer der erfolgreichsten heimischen Filme in den österreichischen Kinos.
Für Die Waschmaschine wurde er im Rahmen der Verleihung des Österreichischen Filmpreises 2021 in der Kategorie Bester Kurzfilm ausgezeichnet. 

## Filmografie (Auswahl)
- 2006: Das Flüstern des Mondes (als Schauspieler)
- 2012: Spitzendeckchen (Kurzfilm)
- 2014: Wenn’s kalt wird (Kurzfilm)
- 2015: Beautiful Girl, Regie, Drehbuch
- 2016: Angriff der Lederhosenzombies, Regie, Drehbuch
- 2018: Die letzte Party deines Lebens, Regie
- 2020: Die Waschmaschine (Kurzfilm)
- 2023: Tatort: Azra, Regie
- 2024: School of Champions (Fernsehserie)